# I Feel the Same Way
I Feel the Same Way is een Engelstalige single van de Belgische zangeres Sandrine uit 2008.
Het tweede nummer op de single was een instrumentale versie. Het liedje verscheen op haar album Boosted² uit 2008.
Sandrine nam met het nummer deel aan Eurosong 2008 en was daarmee 1 van de 5 finalisten. Het lied moest het echter nipt afleggen tegen O julissi van Ishtar. I Feel the Same Way kwam binnen in de Ultratop op 22 maart 2008 en stond 16 weken in deze hitparade. Het piekte op nummer 2.

## Meewerkende artiesten
- Producer: 
  - BabL
  - Eric Melaerts
- Muzikanten:
  - Sandrine Van Handenhoven (zang)
  - Eric Melaerts (gitaar)
  - BabL (achtergrondzang, keyboard, programmatie)
  - Jamal Thomas (drums, achtergrondzang)
  - Vincent Pierins (basgitaar)